# Výběrová káva
Výběrová káva je termín, který poprvé použila Erna Knutsen v roce 1974 v magazínu Tea & Coffee Trade Journal. Paní Knutsen použila tento termín k popsání kávových zrn s nejlepší chutí, které byly vypěstované ve speciálním mikroklimatech.
Podle americké Asociace pro výběrovou kávu (Specialty Coffee Association of America (SCAA)), se výběrovou může nazývat káva, která získá 80 bodů na jejich 100 bodové stupnici. Výběrová káva se pěstuje ve ideálních klimatických podmínkách a vyznačují se výraznou chutí a malým výskytem defektních zrn. Unikátní chuť je výsledkem mnoha faktorů, jako je dlouhá doba zrání, pečlivý sběr zralých plodů a péče při zpracovávání zrn.
Segment výběrové kávy je nejrychleji rostoucím odvětvím kávového průmyslu. V USA zvýšily výběrové kávy za posledních dvacet let svůj podíl na trhu z 1 % na 20 %. Celosvětově tvoří podíl výběrové kávy ve srovnání s celkovou produkcí kolem 8% a toto číslo stále roste.

## Balíček výběrové kávy
Výběrovou kávu lze mnohdy poznat zejména podle informací uvedených na obalu produktu. K těm nejdůležitějším patří země a region, odkud káva pochází. Dalšími důležitými údaji, které hrají významnou roli při orientaci kupujícího, jsou informace o datu pražení, způsobu zpracování (sušení) kávových třešní, stupni pražení a chuťovém profilu. Ten pomáhá při výběru konkrétní kávy a napoví, jaké chuťové spektrum můžeme ve správně připravené kávě poznat. Většina pražíren dále uvádí, pro jakou metodu přípravy je káva upražena. Rozlišujeme zde zejména mezi přípravou pro espresso (pákový či automatický kávovar) nebo filtr (za použití např. Aeropressu, Hario V60, Kality, frenchpressu apod.) Vzhledem k celkové udržitelnosti kávového průmyslu a zejména etice samotného prodeje se čím dál častěji uvádí i jméno farmáře nebo název farmy, odkud konkrétní káva pochází. Za výběrovou kávou se totiž často skrývá příběh samotného producenta nebo celé jeho rodiny či generace rodin.[zdroj?]